# 5-环十六烯酮
5-环十六烯酮（英文：5-Cyclohexadecenone）是一种大环类合成麝香。化学式：C16H28O。是环十六酮的不饱和衍生物。和灵猫酮和麝香酮结构相似，且都有天然麝香气味。
5-环十六烯酮具有强烈的麝香味，并带有花香、琥珀香、麝猫香基调。可替代天然麝香用于香水、化妆品和肥皂中 。商品名有Ambretone、Velvione和Musk TM-II等。
5-环十六烯酮存在顺式和反式两种异构体，商业产品一般是两者的混合物。其可由环十二酮经四步法合成。